# Dorian
Dorian je moško osebno ime.

## Izvor imena
Ime Dorian je različica moškega osebnega imena Darij.

## Pogostost imena
Po podatkih Statističnega urada Republike Slovenije je bilo na dan 31. decembra 2007 v Sloveniji število moških oseb z imenom Dorian: 70.

## Osebni praznik
Osebe z imenom Dorian lahko godujejo takrat kot Darij.